# Jezuf Van Nazareth
Jezuf Van Nazareth is het 174ste album uit de Belgische stripreeks De avonturen van Urbanus en verscheen in 2017. Het verhaal werd getekend door Willy Linthout en bedacht door Willy Linthout en Urbanus zelf.

## Verhaal
In een vorig avontuur werd een Romeinse ruïne ontdekt onder het huis van de familie Urbanus. Ze vinden er een kruis waar iemand al 2000 jaar aan hangt. Ze verwarren hem met Jezus van Nazareth omdat de man ook wat kleine mirakels kan verrichten. Deze lopen vaak fout en Jezuf en Urbanus belanden in de gevangenis vanwege ordeverstoring. Maar ze kunnen ontsnappen en maken zich op voor de komst van de paus naar Tollembeek...